# Darlinghurst
Darlinghurst est un quartier du centre-ville de Sydney, dans l'État de Nouvelle-Galles du Sud, en Australie. Il fait partie de la région métropolitaine appelée : les Eastern Suburbs. Familièrement connu sous le nom de « Darlo », Darlinghurst est le quartier gay de Sydney.
Darlinghurst est une banlieue densément peuplée avec la majorité des habitants vivant dans des appartements ou des maisons mitoyennes. Darlinghurst a subi une rénovation urbaine depuis les années 1980 pour devenir une zone plutôt chic, cosmopolite et diversifiée.
Darlinghurst est situé au sud-est du quartier central des affaires de Sydney (CBD) dans la zone d'administration locale de la ville de Sydney. Le quartier est entouré par les banlieues de Woolloomooloo, Potts Point, Rushcutters Bay, Paddington et Surry Hills.

## Histoire
La banlieue était initialement connue sous le nom Eastern Hill, puis sous la ville Henrietta, qui était le nom de la femme du gouverneur Lachlan Macquarie.
Avec le changement de gouverneur, cette banlieue devint Darlinghurst en l'honneur d'Elizabeth Darling, l'épouse populaire du gouverneur Ralph Darling, au début du XIXe siècle. Le suffixe « Hurst » est dérivé du vieux mot anglais Hyrst, ce qui signifie zone boisée.

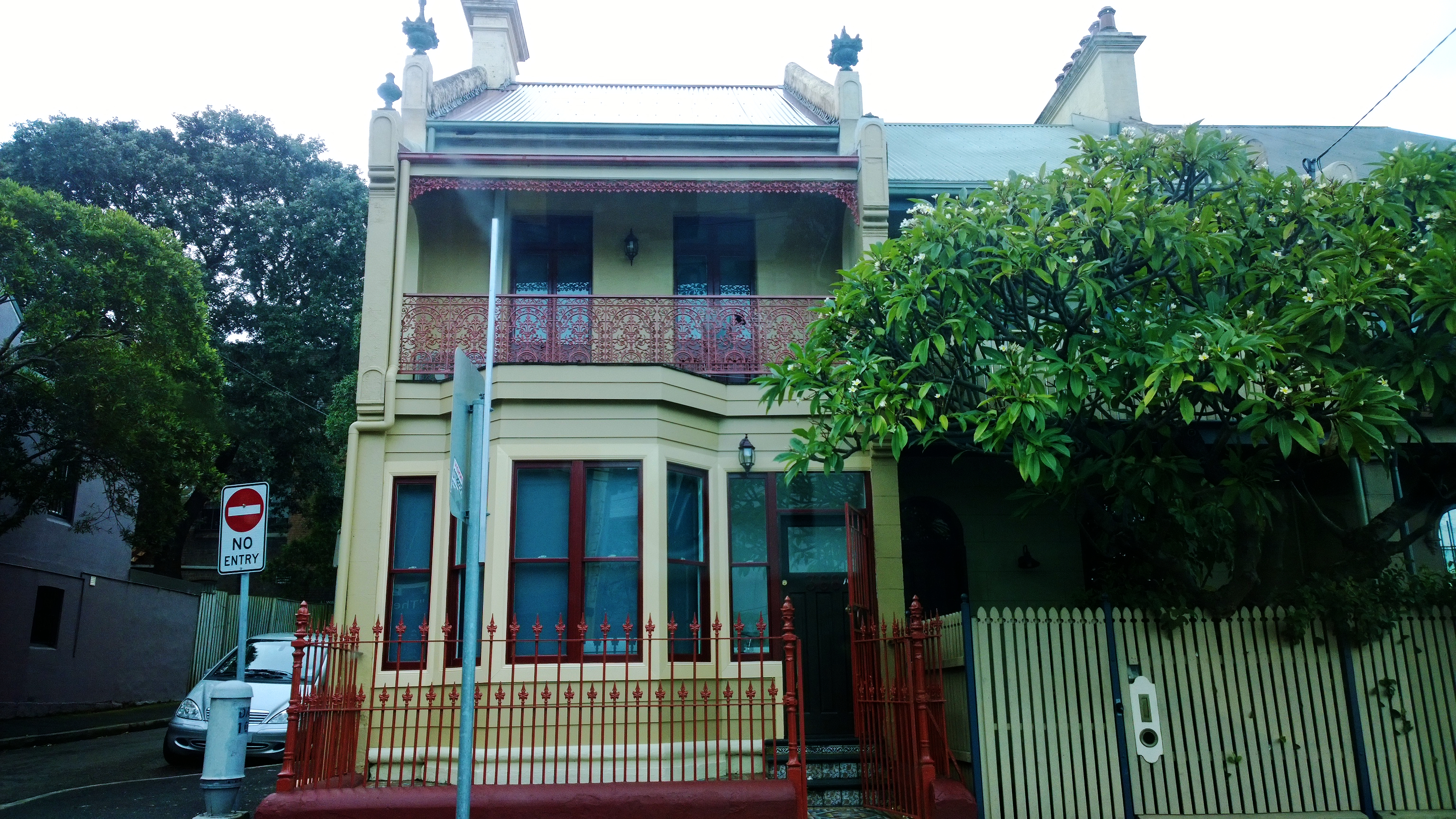
Bâti ancien, South Dowling street, à Darlinghurst.

## Démographie
Selon le recensement de 2011 (Trad. the 2011 Census), on comptait 10 060 habitants à Darlinghurst. 58,8% des personnes étaient des hommes et 41,2% des femmes.
La communauté orthodoxe grecque est présente dans le quartier.

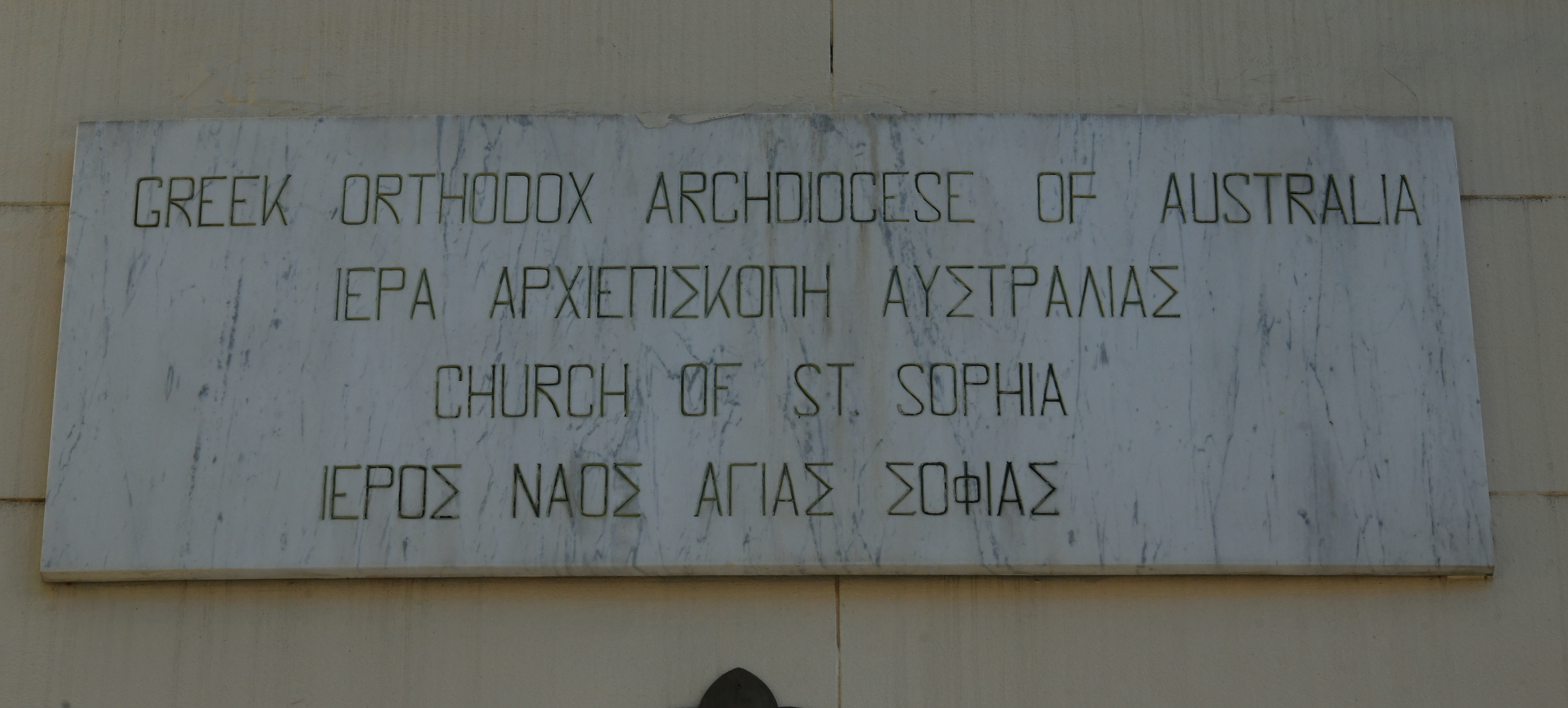
Plaque de l'église orthodoxe grecque, rue Bourke.

## Principaux monuments
Darlinghurst possède deux des musées de Sydney : l'Australian Museum (un musée d'histoire naturelle) et le Musée juif de Sydney (Sydney Jewish Museum (en)). En face de ce dernier se trouve le Mémorial de l'holocauste des gays et lesbiennes de Sydney. Le quartier dispose également de l'hôpital St Vincent.

### Palais de justice (Darlinghurst Courthouse)

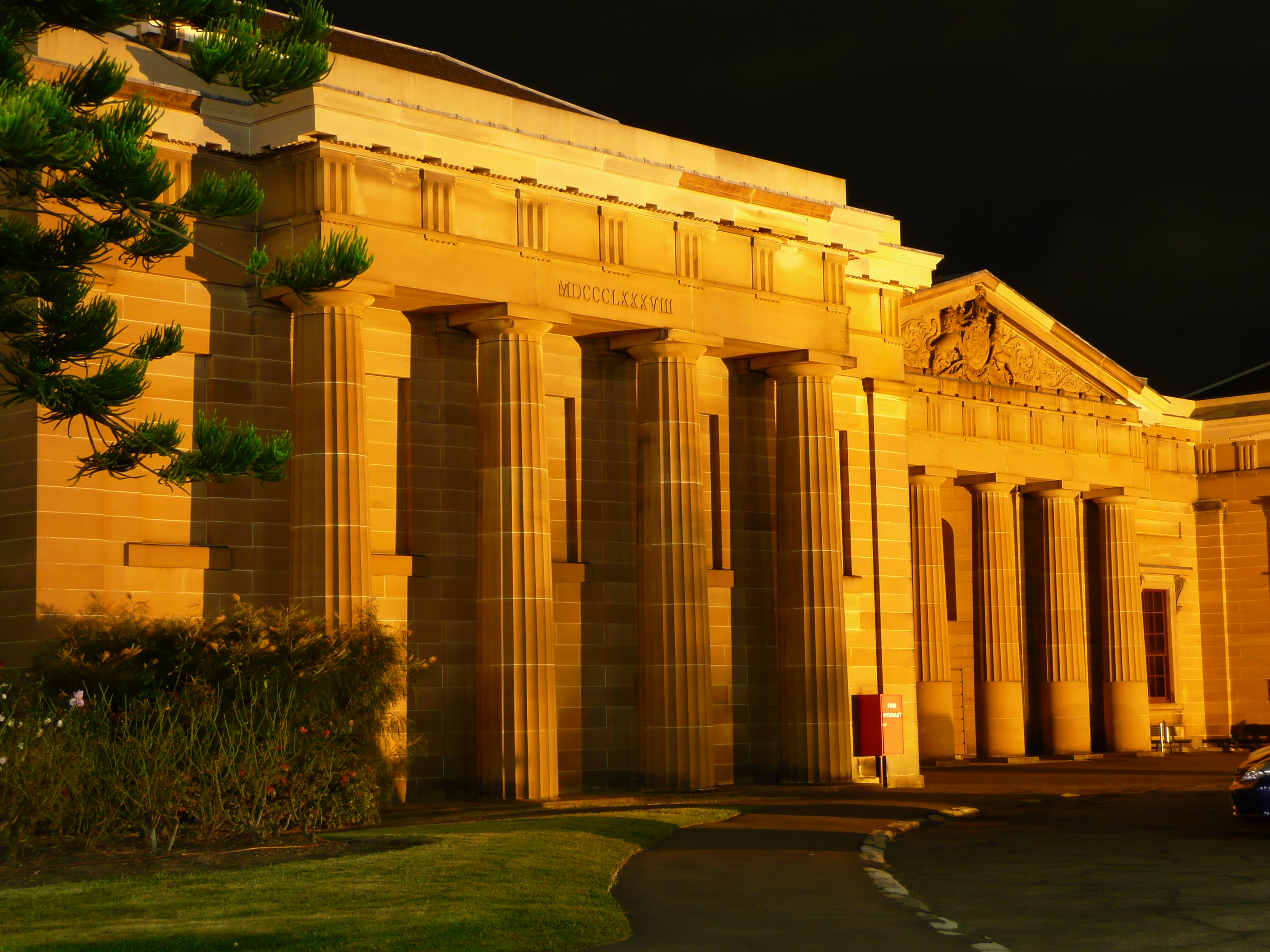
Classé au patrimoine Darlinghurst Court House, Taylor Place.

Le palais de justice de Darlinghurst est un imposant bâtiment conçu en grès devant la place Taylor Square. Il a été conçu par l'architecte Mortimer Lewis (1796-1879) en 1844, et possède une façade de style de renaissance grecque.

### Architecture vernaculaire
À côté des bâtiments officiels, un patrimoine architectural populaire existe encore dans ce quartier. 

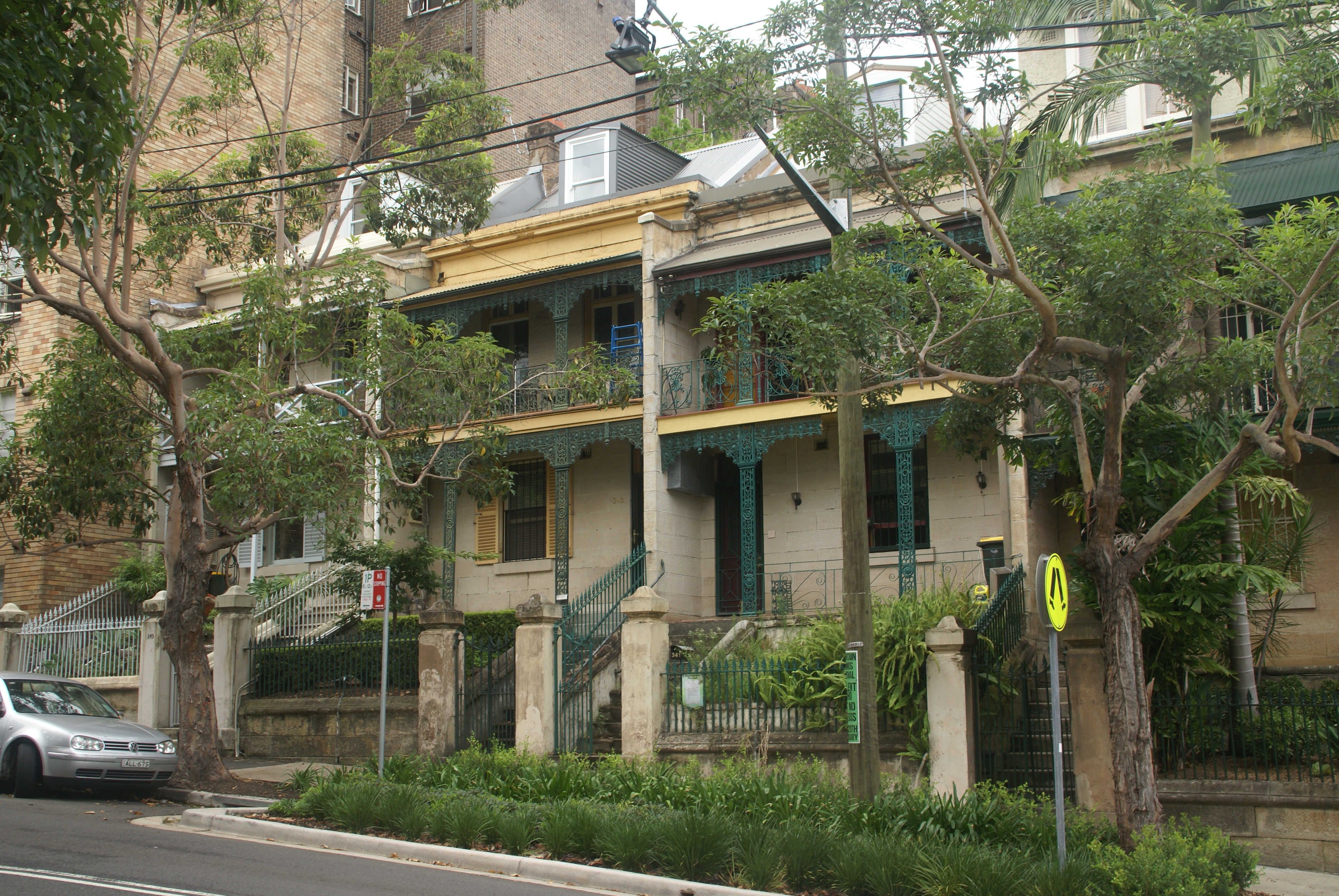
Darlinghurst terraces.

## Culture
Le quartier de Darlinghurst est célèbre pour son annuel Sydney Gay and Lesbian Mardi Gras. Le défilé, qui s'y est tenu pour la première fois en 1978 en tant que marche de protestation par des membres de la communauté gay et lesbienne, marque la fin d'un festival de trois semaines et se déroule sur Oxford Street, la rue principale qui traverse plusieurs quartiers, y compris Darlinghurst.

## Personnalités liées à Darlinghurst
- Augustine Soubeiran, décédée à Darlinghurst en 1933